# Scortimus
Scortimus es un género de foraminífero bentónico de estatus incierto, aunque considerado un sinónimo posterior de Lenticulina de la subfamilia Lenticulininae, de la familia Vaginulinidae, de la superfamilia Nodosarioidea, del suborden Lagenina y del orden Lagenida. Su especie tipo era Scortimus navicularis. Su rango cronoestratigráfico abarcaba el Holoceno.

## Clasificación
Scortimus incluye a la siguiente especie:
- Scortimus navicularis